# 十字

全ての棒が同じ長さのギリシャ十字（上）と、それを45度回転させたサルタイアー（下）

十字（じゅうじ、英: cross クロス）は、幾何学図形の1つで、2つの線（棒）が互いに直交（直角に交差）して、片方または両方の線が中央で分割されている。線は通常は水平と垂直だが、斜めの場合は斜め十字（ななめじゅうじ、英: saltire　サルタイアーあるいは聖アンデレ十字）とも呼ばれる。
なお日本では、線が垂直な場合は漢字の「十」と同じ形のため「十文字」（じゅうもんじ）、斜めの場合は「×」（バツ、ペケ）と呼ばれる事もある。

## 概要
十字は最も古代から存在する、人類的とも言えるシンボルの1つであり、多くの地域で使用されている。特によく知られているキリスト教の十字架の他にも、四大要素のひとつを示すシンボル、占星術や天文学のシンボルのひとつ、方位を示すシンボルとしても用いられている。

### キリスト教と十字
キリスト教において十字は、直接的（表面的）には「キリストの磔刑」を示しているが、その深い意味、キリスト教神学的な意味としては、「もともと天において神ヤハウェの近くにいて天地創造にもかかわわったイエス・キリストが、人類のためにわざわざ受肉してこの地上に現れてくださり、全人類の罪をあがなうために十字架にかかってくださった。そのお蔭でヤハウェと人類の関係が修復し、人々は来る日には復活し永遠のいのちを得る状態となった。」という、聖書に記されている一連のできごとや、その神学的な意味を表すためのシンボルである。
またパウロの哲学（神学）では「垂直線は神と人との関係。水平線は人々の間の関係。十字は両者のreconciliation 調和（和解）。」という意味を持ち、その哲学を示すシンボルなどとしても使われている。多くのキリスト教の教派で聖職者や信徒たちが、（ことあるごとに、身体の前、胸や顔の前あたりで）指（手）を「十字」に動かすようになった（日本語では「十字を切る」や「十字を描く」などと表現する）。キリスト教はヨーロッパに広がり、ヨーロッパの王族（の王権）や貴族はキリスト教教会（西ヨーロッパではカトリック、東欧やロシアではオルトドクス）の権威とも結びついていたので十字は王族や貴族の紋章、家紋などにも使用されるようになった。またヨーロッパの他の国々でもキリスト教の信仰を示すために国旗に十字が埋め込まれた（たとえば、デンマークの国旗、また北欧諸国の国旗に埋め込まれた十字（スカンディナヴィア十字） 等々）。また大航海時代のヨーロッパ人の世界進出によって世界中に広まり、キリスト教は世界で数十億人の信者を擁するに到ったので、ドミニカ共和国の国旗やトンガの国旗を含めて、多くのキリスト教国の国旗でも使用されるようになった。→キリスト教神学、十字の切り方、紋章、紋章学、クロス (紋章学)、#国旗の例
スイスでも（十字が貴族の紋章に使われた結果、巡り巡って）スイスの国旗に用いられるようにもなった。そして赤十字社は、その設立にスイスが縁があるため（また、困っている人のためならば人種や国境を越えて手を差し伸べる、という人類愛、友愛、キリスト教的理念を暗黙裏に示すためにも）十字の標章を用いることになった。

### 天体と十字
占星術や古い時代の天文学では、太陽のシンボルとして使われた。また1598年にペトルス・プランシウスによって星座群に「南十字座」が加えられ、その結果それ以降、実際の星座群の中にも十字がある、と見なされるようになった。

### アジアと十字
アジア地域での十字について解説すると、中国の、晋の時代に十字をつけた餅を食して厄除けとする風習があった。
日本に、その晋の餅の風習が伝えられると鎌倉時代に流行し、その餅のことを「十字」といったともされる。
また日本では家紋に十字を埋め込んだものがある。→#家紋と十字

## 種類
以下は主な十字の例である。十字の持つ特定の意味でまとめたものではなく、十字の全ての種類でもない。名称やデザインは代表的なもので、詳細は各リンク先も参照。

ギリシャ十字。アームが等しい長さで、それぞれの中央で直角に交差する。スイスの国旗や赤十字の元となった。
ラテン十字。短い横のアームが、長い縦のアームのやや上方で直角に交差する。
ラテン十字の1種。アームの長さが等しくギリシャ十字と似ている。
聖ペトロ十字または逆十字。ラテン十字を上下反転させた形。
太陽十字または太陽車輪。円の中に十字。キリスト教以前の古代より使われケルト十字の元となった。日本では島津家の家紋としても使われる。
ケルト十字。ラテン十字と十字の交差部分を囲む輪から構成される。
ケルト十字の1種。18世紀以降に図案化されたもの。
コプト十字（英語版）。初期のもの。
長老派教会十字
卍（まんじ）または鉤十字の1種。太陽十字の円の一部が切れた形状。
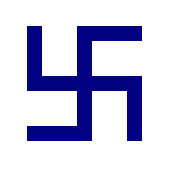
右まんじ。卍（まんじ）の1種。ナチスのハーケンクロイツでも多用された。
左まんじ。卍（まんじ）の1種。ヒンドゥー教、仏教、日本の家紋や地図記号などで使用されている。
フィルファット（英語版）。卍（まんじ）の1種。アームの折れ曲がった先が短い。
ラウブル。4つのコンマで構成され、卍（まんじ）や日本の巴にも似ている。
スラヴ太陽十字または神の手（英語版）。
ロレーヌ十字。横のバーが2つある。古代のもので、横のバーの長さが等しい。
ロレーヌ十字の1種。横のバーは下が長い。ロレーヌ十字として現代知られているもので、ジャンヌ・ダルクの象徴とされ、自由フランス旗でも使用された。
総主教十字（英語版）。ロレーヌ十字と極めて似ている。
トリプルクロスまたは教皇十字（英語版）。横のバーが3本。ローマ教皇のシンボル。
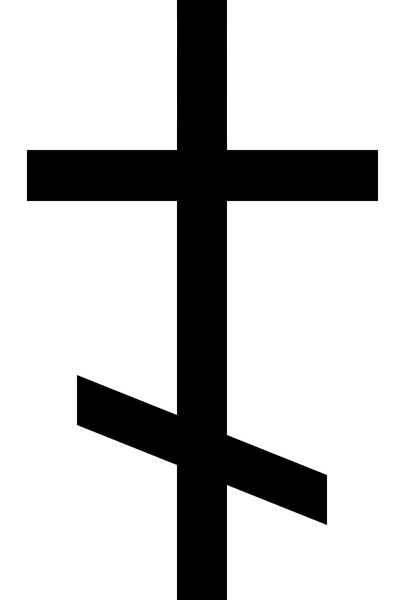
六端十字[3]。東方十字の1種。ラテン十字の下に、短い横のバーが斜めに交差する。
八端十字。東方十字の1種。ロレーヌ十字の下に、短い横のバーが斜めに交差する。ロシア正教会などスラヴ系正教会で広く使われている。
アークエンジェルクロスの1種。
アークエンジェルクロスの1種。
アークエンジェルクロスの1種。
ロマネスク様式の十字。
大天使ミカエル十字。鉄衛団が使用した。
クロス・クロスレット。アームの端が十字になっている。
エルサレム十字。十字軍の十字としても知られている。
松葉杖十字（英語版）。エルサレム十字の元となった。
マルタ十字。矢の形をした4つのアームが中央に向き、8つの突き出た角をもつ。アメリカ海兵隊の射撃技術章（英語版）の元にもなった。
クロスパティー。マルタ十字に似ているが、アームの中央部分は細く、端部分は広い。ドイツ騎士団が使用し、黒十字や鉄十字の元ともなった。
黒十字。ドイツ連邦軍でも使用されている。
黒十字の1種。アームが直線（バー）になっている（バルケンクロイツ、ドイツ語: Balkenkreuz)
クロス・ボトニー（英語版）。アームの端がトレフォイル（英語版）の形をしている。メリーランド州の州旗でも使用されている。
クロス・ポミー。バーの端が丸いノブの形をしている。
矢十字またはクロス・バービー。矢印はキリストを暗示している。中世のハンガリー部族や1930年代の矢十字党が使用した。
クロス・フローリー（英語版）。アームの端がフルール・ド・リスと似たユリの形になっている。
クロス・フォウシェイ。アームの先端がフォークの形（V字）をしている。
クロス・モーリン。アームの端が留め金の形をしており、端が2つに分岐して曲線を描いて戻っている。
テンプル騎士団十字。
キリスト騎士団。
聖ジェームズ十字（英語版）。クロス・フローリー（英語版）に似ており、ヤコブの象徴とされる。赤で描かれる場合が多い。
ユグノー十字（英語版）
セルビア十字。
カラトラバ騎士団十字。
カンタベリー十字
オクシタニア十字（英語版）。トゥールーズの紋章が元となり、オクシタニアを代表する紋章となった。
アンクまたは取っ手付き十字またはエジプト十字。上部の端が取っ手の形をしている。
クロス・アンキー（碇十字）（英語版）。アンカード・クロス、マリナーズ・クロスとも呼ばれる。
タウ十字（英語版）または聖アンソニー十字。フランシスコ会が使用した。
ラバルム。ギリシア文字のΧ（カイ）とΡ（ロー）を組み合わせた形状で、イエス・キリストを表す。
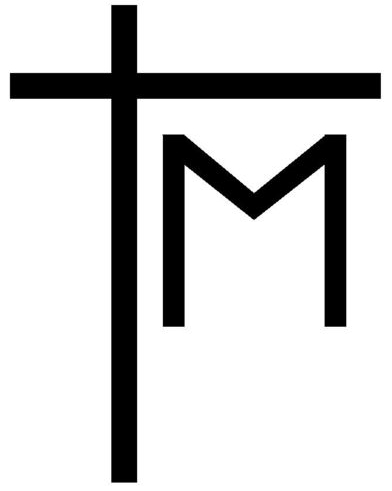
マリアン・クロス（英語版）。ラテン十字を右下の空白が大きくなるように縦木と横木をずらし、右下の空白に「M」と記した形状。
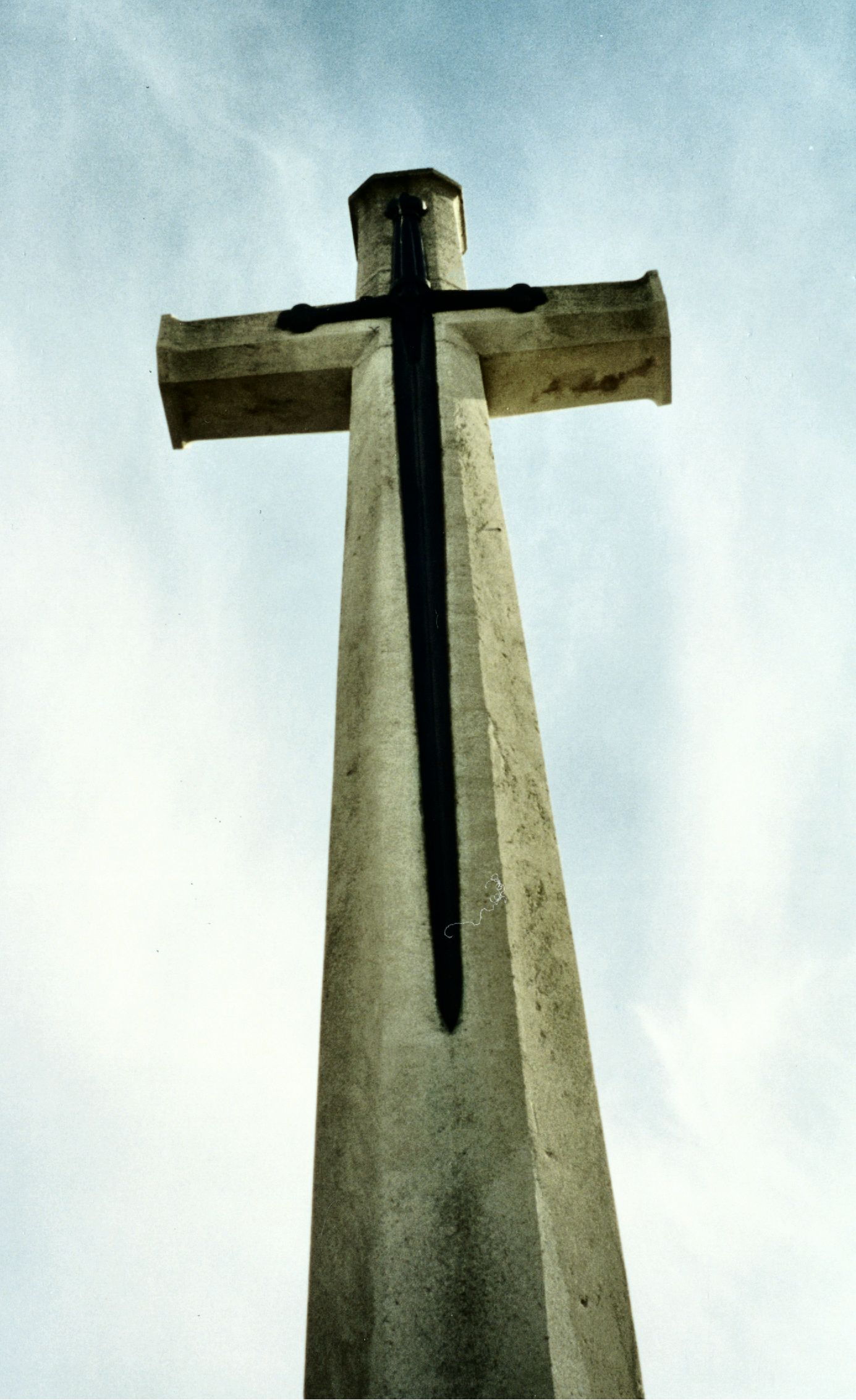
クロス・オブ・サクリファイス（英語版）
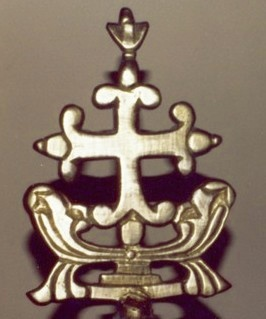
聖トマス十字（英語版）
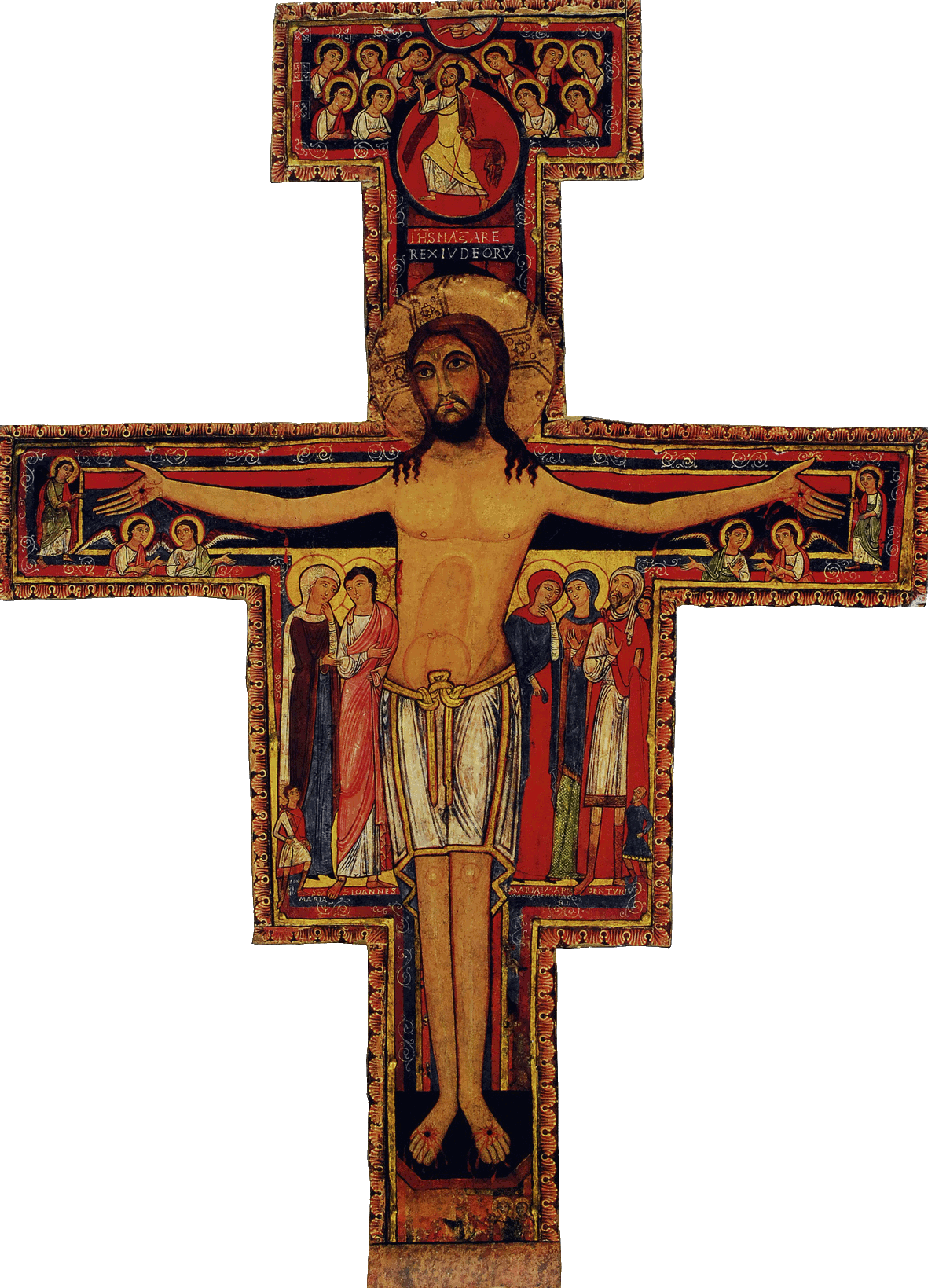
聖ダミアン十字（フランス語版）
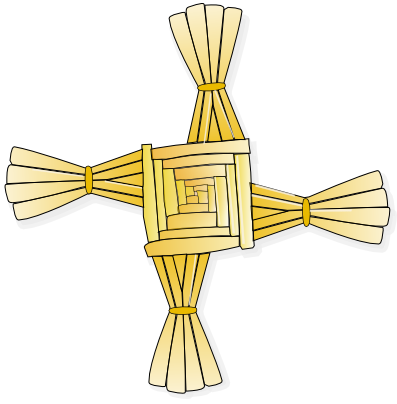
聖ブリジッドクロス（英語版）
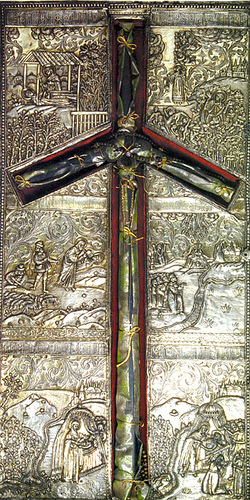
葡萄十字。横木が、やや下へ垂れ下がっている。
スカンディナヴィア十字。左側に交点が寄った横長の十字。スカンディナヴィア諸国の国旗でも使用されている。
聖アンデレ十字。サルタイアーの1種で、青字に白、または白地に青。
聖パトリキウス十字。サルタイアーの1種で、イギリスの国旗の中でアイルランドを意味する十字として使用されている。
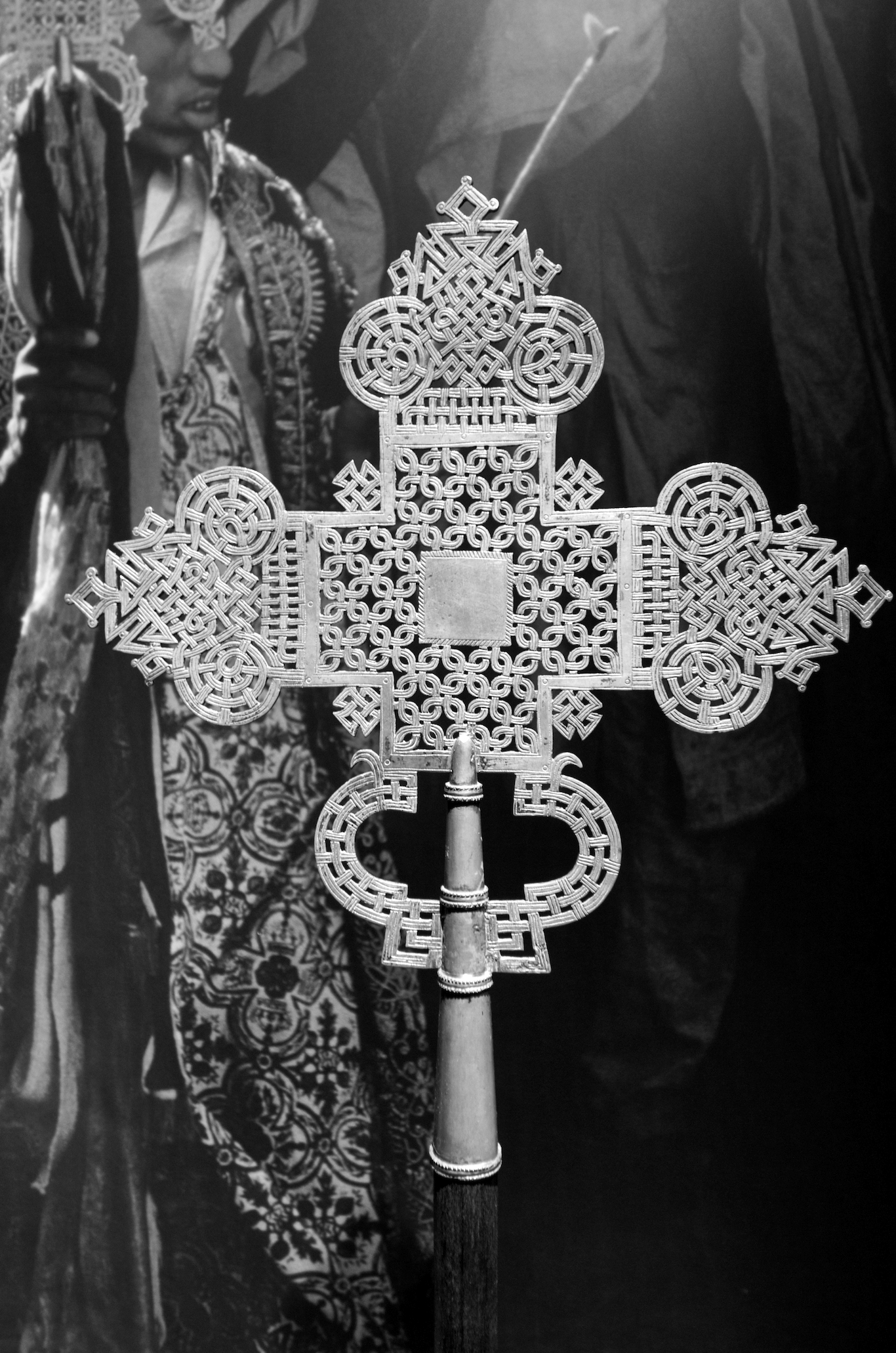
エチオピア十字の一例。様々な意匠のものがある。
髑髏と骨。骨によるサルタイアー。紋章として使用され、伝統的に海賊のシンボルとされる。
聖ゲオルギウス十字。白地に赤十字であり、聖ゲオルギオスにちなむ。イングランドの国旗などに用いられている。

紋章における十字は、他にも非常に多くのバリエーションがある。紋章の背景知識は紋章学を参照。有名なオンライン情報には A Glossary of Terms Used in Heraldry by James Parker (1894) があり、紋章における十字のバリエーションについて多くの情報が参照できる。

## 旗の例
いくつかの旗は十字を含んでいる。

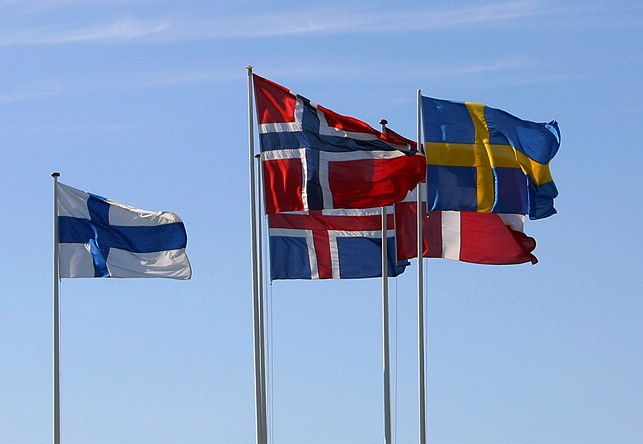
スカンディナヴィア十字

北欧のスカンディナヴィア諸国の全ての国の国旗は、スカンディナヴィア十字で知られている（スウェーデンの国旗、アイスランドの国旗など）。17世紀以降のスイスの国旗は同じ長さの線による正方形の十字を使用し、赤十字の標章の元となった。ヨーロッパ以外でも キリスト教徒の多い国が、国旗に十字を入れることがある(トンガの国旗、 ジャマイカの国旗など)。
また南半球の多くの国は、国旗に南十字星（サザンクロス）を使用している（サモアの国旗 、ブラジルの国旗など）。

### 国旗の例

ブルンジの国旗
マケドニアの国旗
ドミニカ国の国旗
ドミニカ共和国の国旗
フィンランドの国旗
ジョージアの国旗
ギリシャの国旗
アイスランドの国旗
ジャマイカの国旗
マルタの国旗
ポルトガルの国旗
ノルウェーの国旗
セルビアの国旗
スロバキアの国旗
スウェーデンの国旗
スイスの国旗
トンガの国旗
デンマークの国旗
イギリスの国旗

### 国旗以外の例

スコットランドと聖アンデレ十字の旗
ケベック州の旗
赤十字社の旗
イタリア海軍の旗
スイスのシュヴィーツの自治体章
イタリアの国家憲兵のカラビニエリの旗
マデイラ諸島の旗
1095年のポルトガル国旗
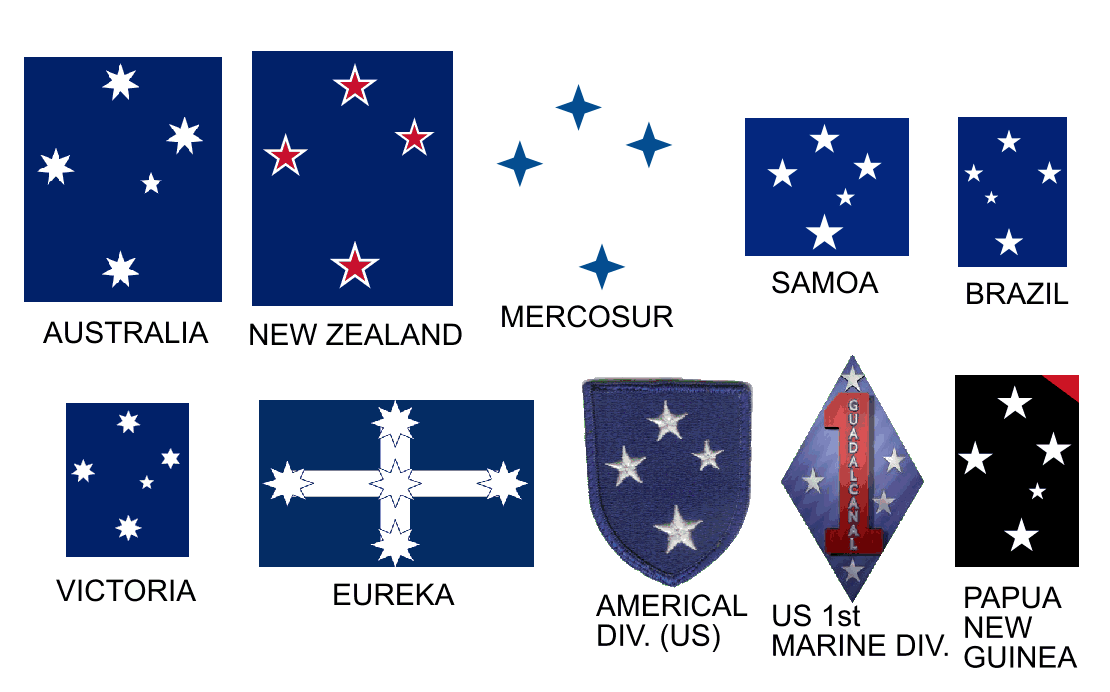
サザンクロスを描いた旗（英語版）

## 家紋と十字
十文字紋（じゅうもんじもん）は、漢字の「十」を図案化した家紋である。図案には「丸に十文字」「島津十文字」、「日置十文字」、「猪飼十文字」などがある。その形状から、久留子紋と混同されることが多く、また、島津氏が用いたとされる「丸に十字」は轡紋と混同されることがある。
鎌倉時代初期の、島津忠久の甲冑に記された「十文字」が現存では最古の例である。主に島津氏とその関係の氏族が用いた。フランシスコ・ザビエルが布教のために鹿児島に来た際、島津が「白い十字架」を使用していたことに驚いた、という記録がある。
徳川幕府によるキリスト教の禁教令発布後は轡紋（くつわもん）、祇園守紋（ぎおんまもりもん）、桛紋（かせぎもん）、卍紋などとともに久留子紋の代用として用いられることがあった。

まるにじゅうもんじ 丸に十文字
まるにじゅうじ 丸に十字
まるにじゅうじ（まるにじゅうじくるす） 丸に十字（丸に十字久留子）
しまづじゅうもんじ 島津十文字
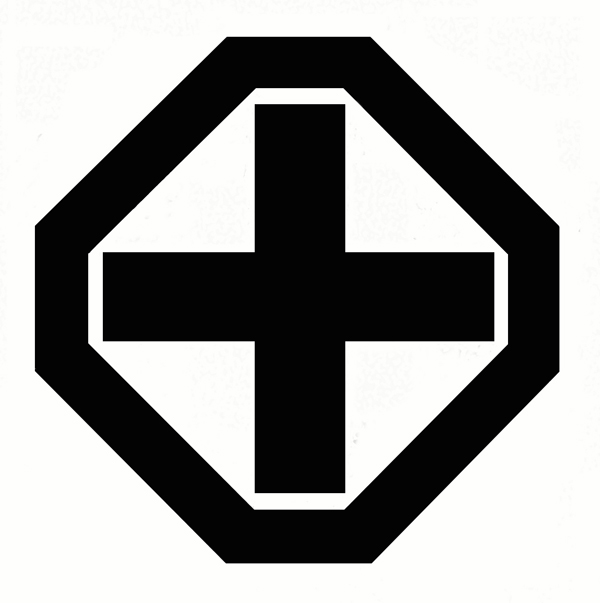
かやのうちじゅうもんじ 榧の内十文字